# Thermomorphogenese
Thermomorphogenese [θερμός thermós, „warm, heiß, hitzig“, μορφή morphé, „Gestalt, Form“, γένεσις genesis „Geburt, Entstehung“] bezeichnet pflanzliche Wachstumsreaktionen infolge erhöhter Umgebungstemperatur. Der Begriff ist angelehnt an die Photomorphogenese, die Wachstumsreaktionen auf Lichtreize bezeichnet.
Die erhöhte Umgebungstemperatur ist definiert als eine (für jede Spezies individuelle) über das Optimum hinaus erhöhte Temperatur, die nicht letal ist und die Vollendung des Lebenszyklus zulässt. Länger anhaltende Hitze und der damit verbundene Hitzestress hingegen führen zum Tod oder unterbrechen die reproduktive Entwicklung vorzeitig.
Thermomorphogene Reaktionen der Modellpflanze Arabidopsis thaliana beinhalten in der frühen vegetativen Entwicklung unter anderem Hypokotylverlängerung, Hyponastie der Kotyledonen (Aufrichten der Keimblätter) sowie Verlängerung der Petiolen (Blattstiele). Spätere Entwicklungsphasen kennzeichnen sich durch eine offenere Rosettenstruktur mit dünneren, sich wenig berührenden oder überlagernden Blättern und eine vorzeitige Blüte. Durch die Verlängerung der Blattstiele (Petiolen) verschiebt sich die Blattmasse weg vom Rosettenzentrum hin zum Rosettenrand. Alle vegetativen Veränderungen der Pflanzenarchitektur vergrößern die Abstände zwischen den einzelnen Pflanzenteilen sowie den Abstand zum Boden und haben daher eine verbesserte Durchlüftung zur Folge. Zumindest einige dieser Phänotypen scheinen über Arten hinweg konserviert zu sein.

## Molekulares Signaling
Für den Modellorganismus Arabidopsis thaliana wurde gezeigt, dass die Temperaturreaktion auf molekularer Ebene von einem komplexen Zusammenspiel molekularer Signalwege gesteuert wird. Der Transkriptionsfaktor PIF4 (Phytochrome Interacting Factor 4) (AtPIF4) übernimmt dabei die Rolle eines zentralen Knotenpunkts zwischen den überlappenden Signalwegen (Circadian Clock, Phytochrom- und andere Licht-Signalwege, Auxin- und andere Hormon-Signalwege).
Die Ähnlichkeit der Schattenfluchtreaktion (shade avoidance) und der Thermomorphogenese ist bedingt durch die Doppelfunktion der Phytochrome als Rot/Dunkelrot-Licht- und als Thermorezeptoren. Die Konversion der Phytochrome in ihre inaktive Form (Pfr->Pr) wird sowohl durch dunkelrotes Licht, λ>600 nm (Erhöhter Anteil im Schatten) als auch durch erhöhte Temperaturen (>25 °C) ausgelöst.